# Ленартович Юрій Сильвестрович
Юрій Сильвестрович Ленартович (нар. 2 травня 1941, смт Ратне Ратнівського району Волинської області) — український діяч, дипломат, Представник Президента України у Волинській області (1994—1995 рр.).

## Життєпис
Закінчив фізико-математичний факультет Луцького державного педагогічного інституту імені Лесі Українки і Тернопільський фінансово-економічний інститут (нині - Західноукраїнський національний університет).
Трудову діяльність розпочав заступником директора Ковельської середньої школи № 4. Служив у Радянській армії, був на комсомольській роботі. Член КПРС.
З 1974 року — заступник голови виконавчого комітету Луцької районної ради Волинської області. З грудня 1984 року працював начальником Волинського обласного управління з комунального обслуговуванню сільського населення.
У лютому 1991 — квітні 1992 року — заступник голови виконавчого комітету Волинської обласної ради народних депутатів.
З квітня 1992 року — 1-й заступник Представника, 19 квітня — 12 травня 1994 року — виконувач обов'язків Представника Президента України у Волинській області. 12 травня 1994 — 7 березня 1995 року — Представник Президента України у Волинській області.
У липні 1994 — травні 1998 року — директор Волинської обласної дирекції «Укрсоцбанку». Член Ліберальної партії України. З травня 1998 року — радник-посланник посольства України в Російській Федерації.
Потім — на пенсії у місті Луцьку.

## Звання
- державний службовець 1-го рангу (.06.1994)[5]

## Нагороди
- Почесна грамота Кабінету міністрів України (2.05.2001)[6]